# Callisia graminea
Callisia graminea är en himmelsblomsväxtart som först beskrevs av John Kunkel Small, och fick sitt nu gällande namn av Gordon C. Tucker. Callisia graminea ingår i släktet sköldpaddstuvor, och familjen himmelsblomsväxter. Inga underarter finns listade.